# スヴェンソンホールディングス
株式会社スヴェンソンホールディングス（英: SVENSON HOLDINGS CO., LTD.）は、東京都港区赤坂に本社を置くヘアケアメーカーのスヴェンソンなどを傘下にもつ持株会社。2018年4月1日に設立。
代表取締役会長は児玉圭司。代表取締役社長CEOは児玉義則。

## 概要
増髪サービスやウィッグを提供するヘアケア事業、化粧品関係を取り扱うコスメ事業、複合型卓球施設などを運営するスポーツ・飲食事業、その他関連事業を中心とした多角的事業を展開している。
2017年ごろよりM&Aによる異業種への参入によりグループ全体の取り組みが本格化し、持続的な事業の発展から2018年4月1日より持株会社体制へ移行した。
2025年4月に子会社であった株式会社スヴェンソンと2025年４月１日付で合併。株式会社スヴェンソンが存続会社となり事業持株会社体制へ移行した。

## ブランドスローガン
グループのブランドスローガンとして「その人生と共にいつも。」を掲げている。お客さまや社員のひとりひとりの人生にスヴェンソングループがいつも寄り添い、「なりたい自分」に近づけるよう応援するライフタイムサポーターであることをグループ共通のビジョンとしている。

## 契約選手
- 丹羽孝希（卓球選手） - 2016年1月1日から2024年1月31日。

## 沿革
- 1984年2月 - ドイツ企業であるSvenson-Unternehmensbeteiligungs-GmbHのローランド・メリンガー社長が、東京都港区赤坂7丁目にあるドイツ文化会館内に日本法人の「スヴェンソン」を設立
- 1985年9月 - スヴェンソン代表取締役社長に児玉圭司が就任
- 1991年6月 - 全社員が一同に会す「全体ミーティング」を初開催
- 1992年10月 - Kerling International Haarfabril GmbHが参画
- 1998年1月 - 全社員参加のボランティア活動を開始。以後、年2回（1月・7月）実施
- 1998年11月 - 業界初の定期定額保証プラン「パーフェクト・ケア・システム」導入
- 2000年9月 - 株式会社じゃねっとがグループに参画
- 2000年10月 - 本社オフィスをドイツ文化会館から三会堂ビルに移転
- 2003年4月 - スヴェンソン レディス事業部を新設。医療用ウィッグの販売に本格参入
- 2006年4月 - 通販ショップ「髪染め専門店レフィーネ」OPEN。ヘアケア商品「レフィーネ[3]」発売開始
- 2011年4月 - PTアカルワンギを設立
- 2013年12月 - 株式会社スリーブイがグループに参画
- 2014年10月 - 株式会社タクティブを設立
- 2015年10月 - 取締役副社長 児玉義則は、10月1日付けで代表取締役社長に就任。代表取締役社長 児玉圭司は、同日付で代表取締役会長に就任
- 2017年4月 - 株式会社スヴェンソンスポーツマーケティングを設立。卓球男子日本代表 丹羽孝希選手と所属契約を締結
- 2017年9月 - 株式会社OEMがグループに参画
- 2018年4月 - 持株会社体制への移行に伴い株式会社スヴェンソンホールディングスを設立
- 2019年4月 - 株式会社スヴェンソンプロパティズを設立
- 2019年11月 - 株式会社エアリーがグループに参画。株式会社クオリテート・ロジスティクスがグループに参画
- 2020年5月 - 株式会社タクティブ 代表取締役社長に駒井亮が就任
- 2021年1月 - 卓球男子日本代表 丹羽孝希選手と所属契約を更新
- 2022年2月 - 本社オフィスを三会堂ビルから現在のアーク森ビルに移転
- 2023年10月 - 株式会社Solonを設立
- 2024年1月 - 丹羽孝希選手との所属契約が満了
- 2024年2月 - 株式会社スヴェンソン 創業40周年
- 2024年10月 - 株式会社スヴェンソンスポーツマーケティングを株式会社Ｔ４へ社名変更。株式会社タクティブ 代表取締役社長に鈴木大地が就任
- 2025年4月 - 株式会社スヴェンソンホールディングスと株式会社スヴェンソンが合併[2]。